# Juri Alexandrowitsch Sewidow
Juri Alexandrowitsch Sewidow (russisch Юрий Александрович Севидов; * 24. August 1942 in Moskau; † 11. Februar 2010 in Marbella, Spanien) war ein sowjetischer Fußballspieler und russischer Sportkommentator.

## Biografie
Sewidow war der Sohn des bekannten Fußballtrainers Alexander Sewidow. Im Alter von 17 Jahren wurde er 1959 Spieler bei Spartak Moskau und wurde mit dem Verein 1962 sowjetischer Fußballmeister sowie 1963 Pokalsieger durch einen 2:0-Sieg gegen Schachtar Donezk. In der Saison 1962 wurde er von der Tageszeitung "Trud" zum besten Torschützen gewählt. In 146 Spielen für Spartak Moskau erzielte er insgesamt 71 Tore.
1964 wurde er in die Nationalmannschaft der Sowjetunion für die Qualifikation zum Fußballturnier bei den Olympischen Sommerspielen 1964 in Tokio berufen. Allerdings unterlag die UdSSR dabei in der 2. Runde der Auswahl Deutschlands nach 1:1, 1:1 sowie 2:2 im Entscheidungsspiel in Warschau mit 4:1. Sewidow schoss dabei in der Qualifikation eines der Tore.
Später spielte er noch für Kairat Almaty und schoss dort in den Jahren 1970 und 1971 22 Tore in 63 Spielen. Zuletzt spielte er für Karpaty Lwiw, Schachtar Donezk und den FC Spartak Ryazan.
Nach Beendigung seiner aktiven Spielerlaufbahn 1975 war er zunächst als Fußballtrainer bei FSM Torpedo Moskau, Dynamo Wologda, Spartak Ryazan, Schinnik Jaroslawl, Dynamo Machatschkala und Neftçi Baku tätig, ehe er als Sportjournalist zu einem bekannten Sport- und Fußballkommentator im russischen Fernsehen wurde.